# Ostasi I Polentani
Ostasi I Polentani fou fill de Bernardí Polentani.
Quan Guiu II Polentani estava absent a Bolonya va deixar el poder al seu germà Rinald Polentani, nomenat bisbe de Ravenna, i abans de tornar el cosí Ostasi va fer un cop d'estat (20 de setembre de 1322), va matar Rinald i va assolir el poder. Va poder rebutjar l'intent de Guiu II per recuperar el poder.
Ostasi, no satisfet amb Ravenna volia també Cervia que havia estat del seu pare però on ara governava el seu oncle Bannino Polentani i va provocar una revolta que va acabar amb la mort de Bannino i el seu fill Guiu.
Ostasi fou un mecenes que va acollir a la seva cort a Giovanni Boccaccio (1345-1346).
Va obtenir el nomenament de vicari del papa Benet XII, legalitzant així el seu poder i va morir el 14 de novembre de 1346 segons alguns assassinat pel seu fill Bernardí I Polentani, i el van succeir els seus fills Bernardí I, Pandulf i Lambert Polentani.